# Волшебник страны Оз (фильм, 1939)
«Волшебник страны Оз» (англ. The Wizard Of Oz) — американская музыкальная семейная сказка Виктора Флеминга производства студии «MGM», вышедшая на экраны в 1939 году. Самая известная и коммерчески успешная экранизация романа Лаймена Фрэнка Баума «Удивительный волшебник из страны Оз» (1900). Картина была снята по новой в то время технологии трёхцветного «Техниколора». Согласно широко распространённому заблуждению, является «первым цветным фильмом».
В 1940 году фильм был номинирован на 6 премий «Оскар», в том числе в номинации «Лучший фильм», уступив «Унесённым ветром» от того же режиссёра, в двух из которых оказался победителем — за лучшую музыку (Герберт Стотхарт) и за лучшую оригинальную песню («Over the Rainbow»). Также исполнительница главной роли Джуди Гарленд была удостоена Молодёжной награды Академии за выдающуюся работу в молодёжном кино. Позже эта песня в исполнении Джуди Гарленд была признана лучшей песней XX века двумястами респондентами Американской звукозаписывающей ассоциации (RIAA).
В 1989 году в числе первых 25 картин включён в Национальный реестр фильмов, обладая «культурным, историческим или эстетическим значением». По данным Библиотеки Конгресса США, является самым просматриваемым фильмом в истории кино.

## Сюжет
Сирота Дороти Гейл живёт в Канзасе со своими дядей Генри и тётей Эм, которые не обращают внимания на проблемы племянницы и которых волнует только их хозяйство. На ферму приезжает мисс Галч, влиятельная и неприятная женщина, и жалуется опекунам на Дороти и её пёсика Тото, пробравшегося к ней в сад, гонявшего её и кота и укусившего её. Она хочет усыпить зверька, грозя судом при неповиновении. Дороти сопротивляется и называет мисс Галч «старой ведьмой», но, хотя дяде и тёте приходится отдать пёсика, тот сбегает от мисс Галч по дороге.

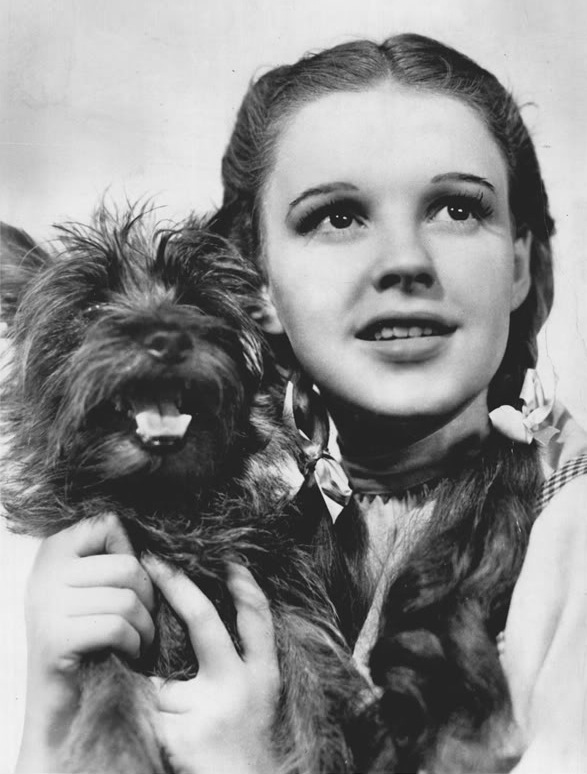
Дороти Гейл и Тото

Дороти радуется возвращению Тото, однако решает, что его всё равно заберут, поэтому покидает с ним ферму. Она натыкается на повозку профессора Марвела, «придворного предсказателя коронованных особ Европы». Профессор — добрый человек, который лишь притворяется предсказателем ради развлечения и заработка, и он, догадавшись, что Дороти сбежала из дома, решает ей помочь. Прибегнув к своему «магическому» кристаллу и небольшой уловке, он убеждает её, что дома её любят, так что ей стоит вернуться. Дороти послушно соглашается и уходит обратно к родным. Внезапно начинается смерч, и обитатели фермы прячутся в погребе. Дороти не успевает за ними, забегает в дом и теряет сознание от удара.
Когда Дороти приходит в себя, она оказывается в прекрасном месте, пестрящем разноцветными красками. К ней подлетает большой прозрачный пузырь, откуда появляется Добрая волшебница Севера Глинда. Она рассказывает, что это страна Оз, и интересуется, является ли Дороти волшебницей, ведь только волшебнице было под силу уничтожить Злую колдунью Востока, что Дороти непреднамеренно сделала: её дом раздавил колдунью, тем самым освободив порабощённый народ жевунов. Дороти отвечает отрицательно. Из укрытий выходят маленькие человечки, те самые жевуны, и начинают радоваться, петь и танцевать. Внезапно толпу распугивает Злая колдунья Запада, которая хочет заполучить волшебные туфельки погибшей сестры, но они магическим образом оказываются на ногах Дороти. Не в силах ничего предпринять в этой части страны, колдунья Запада исчезает, грозя девочке, если та покинет жевунов. Глинда говорит, что Дороти поможет вернуться домой Великий и Ужасный Волшебник страны Оз, живущий в Изумрудном городе. Дороти отправляется туда по дороге из жёлтого кирпича. В пути она знакомится с огородным пугалом Страшилой, который хочет попросить у Волшебника мозги, Железным Дровосеком, которому нужно сердце, и Трусливым Львом, желающим стать храбрым. Четвёрка друзей и Тото в конце концов достигают Изумрудного города, несмотря на все усилия колдуньи Запада.
Когда Волшебник принимает Дороти и остальных, они не видят его и только слышат громогласный голос. Тот обещает исполнить их желания, если они принесут ему метлу Злой колдуньи Запада. По пути в её замок они терпят нападение летучих обезьян, которые похищают Дороти. Пройдя долгий, трудный маршрут при помощи сбежавшего от колдуньи Тото, Страшила, Дровосек и Лев приходят в замок и спасают девочку. Колдунья поджигает Страшилу зажжённой метлой, но Дороти тушит его и случайно попадает водой на колдунью. Из-за этого колдунья тает — вода была для неё смертельно опасна. Её теперь уже бывшие слуги и летучие обезьяны радуются и выражают Дороти свою благодарность.
Друзья приносят Волшебнику метлу, но он не спешит выполнять свою часть договора и велит приходить завтра. Когда Тото, что-то унюхав, отдёргивает в зале какую-то занавеску, за ней обнаруживается тот самый «Волшебник». Он оказывается обычным человеком и признаётся, что, как и Дороти, случайно попал в страну Оз из Америки. Тем не менее, затем он «исполняет» желания Страшилы, Дровосека и Льва, но напоминает им, что у них всегда были качества, которые они искали.
Волшебник предлагает отвезти Дороти обратно в Канзас на воздушном шаре, ведь когда-то он прилетел сюда именно на нём. Вместо себя он оставляет правителями трёх необыкновенных созданий с чудесными мозгами, сердцем и смелостью. Неожиданно Тото выпрыгивает из рук хозяйки, увидев кошку. Дороти вылезает из корзины, чтобы догнать его, и в этот момент верёвка, удерживавшая шар, развязывается. Не в силах остановиться, волшебник прощается со всеми и улетает. Дороти плачет от горя, друзья утешают её, и тут появляется Глинда. Она сообщает, что Дороти могла с самого начала вернуться домой при помощи волшебных туфелек, но она бы не поверила этому, ведь ей надо было многое понять. Дороти внезапно осознаёт, что действительно многое поняла за время путешествия. Она со слезами на глазах прощается с любимыми друзьями и признаётся, что будет сильно скучать, а они отвечают ей тем же. Закрыв глаза, трижды щёлкнув каблуками туфелек и трижды произнеся: «Нет места лучше дома», девочка приходит в себя в кровати на ферме в окружении дяди, тёти, работников и заглянувшего сюда профессора Марвела (он хотел убедиться, что юная Дороти спаслась от смерча). Всё словно намекает на то, что ей всего лишь приснился чудесный сон, где под чужими обличьями участвовали знакомые ей люди. Держа Тото на руках, Дороти, снова плача, обещает больше никогда не покидать родных, вновь говоря: «Нет места лучше дома».

## В ролях
- Джуди Гарленд — Дороти Гейл
- Фрэнк Морган — профессор Марвел / Волшебник страны Оз / привратник / возница
- Рэй Болджер — Хэнк / Страшила
- Джек Хейли — Хикори / Железный Дровосек
- Бёрт Лар — Зик / Трусливый Лев
- Билли Берк — Глинда
- Маргарет Хэмилтон — мисс Алмира Галч / Злая ведьма Запада
- Чарли Грэйпвин — дядя Генри
- Клара Бландик — тётя Эм
- Пэт Уолш — Никко
- Терри — Тото, собачка Дороти

В титрах не указаны
- Митчелл Льюис — капитан гвардии
- Адриана Каселотти — Джульетта
- Билли Блэтчер — член Гильдии Леденцов • мэр (озвучивание)

## Съёмки

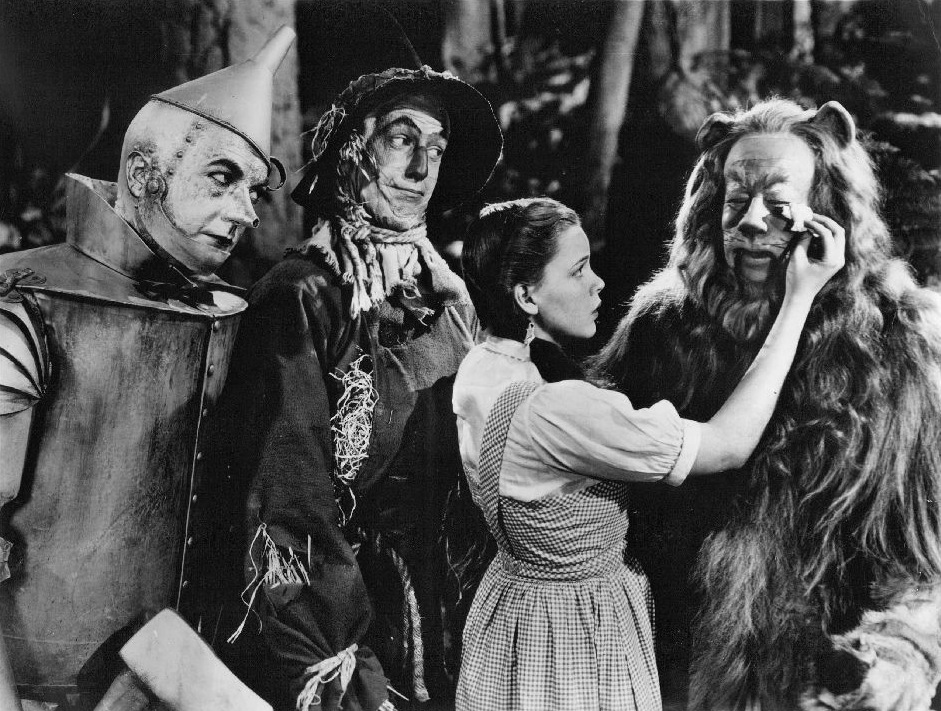
Рекламное фото к фильму

Фильм являлся самой дорогостоящей постановкой того времени. Съёмки фильма продолжались 136 дней, а до этого 300 дней ушло на изготовление декораций. В течение съёмочного процесса студия MGM сменила несколько режиссёров. Норман Таурог был уволен после нескольких проб технологии Technicolor. Ричард Торп проработал полторы недели, после чего Бадди Эбсен, игравший Железного Дровосека, был госпитализирован с тяжёлым отравлением: актёр надышался алюминиевого порошка, которым был покрыт его костюм. Следующий режиссёр, Джордж Кьюкор, настоял на изменении внешнего вида Гарленд и потребовал внести изменения в состав актёров, но не успев ничего снять, отправился работать над фильмом «Унесённые ветром». В итоге режиссёром «Волшебника страны Оз» стал Виктор Флеминг, позже заменивший Кьюкора и на съёмках «Унесённых ветром». Чёрно-белые сцены в Канзасе были сняты Кингом Видором, а досъёмки на стадии монтажа производил продюсер Мервин ЛеРой.
Костюмы для фильма разработали известные американские дизайнеры Эдриан и Седрик Гиббонс.
Фильм был снят в цвете, что было довольно редким в ту пору развития кинематографа. Каждую сцену снимала специальная камера на три плёнки одновременно, которые потом сводились в одну — так появлялся цвет. Эта камера была невероятно тяжёлой и не могла работать более получаса без перерыва.

### Спецэффекты, грим и костюмы
Специалист по спецэффектам, Арнольд Гиллеспи, использовал несколько техник. Особенно дорого обошлось создание сцены торнадо. Гиллеспи использовал муслиновую ткань, чтобы сделать торнадо гибким, после того как предыдущая попытка с резиной не удалась. Он подвесил 11 метров муслина к стальному порталу и соединил его нижнюю часть со стержнем. Двигая портал и стержень, он смог создать иллюзию торнадо, движущегося по сцене. Для завершения эффекта фуллеровская земля была распылена сверху и снизу с помощью шлангов со сжатым воздухом. Дом Дороти был создан с помощью макета.
Маски Трусливого Льва и Страшилы были сделаны из вспененного латексного грима, созданного Джеком Доуном. Доун был одним из первых, кто использовал эту технику. Ежедневно целый час уходил на то, чтобы медленно отделить наклеенную маску от лица Рэя Болджера, что в итоге оставило несмываемые линии вокруг рта и подбородка.
Костюм Железного Дровосека был сделан из обтянутого кожей коленкора, а масло, которым смазывали суставы, — из шоколадного сиропа. Костюм Трусливого Льва был сделан из настоящей львиной шкуры и меха. Из-за тяжелого грима Бёрт Лар мог есть в перерывах только суп и молочные коктейли, что в итоге привело к болезни. Спустя несколько месяцев Лар потребовал нормального питания, а после обеда переделывал грим. Для некоторых спецэффектов, таких как горящая метла ведьмы и искусственный снег, покрывающий Дороти, когда она спит на маковом поле, использовался асбест.

#### Рубиновые туфельки
В книге Дороти носила серебряные туфельки, однако Ноэль Лэнгли, один из авторов сценария, предложил сделать их рубиновыми, возможно, из-за более эффектного вида на фоне жёлтой кирпичной дороги. Для их создания на атласные туфли прикрепили шифон с нанесёнными на него бордовыми блёстками.
Всего на съёмках фильма использовалось несколько пар рубиновых туфель. В начале 1970 года пару туфелек, которые носила Гарленд, нашли завернутыми в полотенце в мусорном ведре в подвале костюмерного отдела MGM. После чистки туфли они были проданы на аукционе в мае того же года за 15 тыс. долларов анонимному покупателю, который в 1979 году передал их в дар Смитсоновскому институту. Тестовые туфли, оказавшиеся слишком вычурным, принадлежали актрисе Дебби Рейнольдс и хранились в её коллекции памятных вещей из голливудских фильмов, пока в 2011 году не были проданы на аукционе Profiles in History за 510 тыс. долларов. Пара, судя по размеру, принадлежавшая дублерше Гарленд, была продана на аукционе Christie's East в 1988 году за 165 тыс. долларов; другая пара была продана там же в 2000 году за 666 тыс. долларов.
Ещё одна известная пара была приобретена коллекционером Майклом Шоу у костюмера Кента Уорнера за 2 тыс. долларов в 1970 году. Он выставлял туфельки в музеях по всей стране, жертвуя свой гонорар за показ детским благотворительным организациям. В 2005 году туфельки были выставлены в Музее Джуди Гарленд в Гранд-Рапидс, откуда они были украдены. Туфельки были обнаружены ФБР в 2018 году. В декабре 2024 года они были проданы на аукционе Heritage Auctions за рекордные 28 млн долларов.

## Отзывы и оценки
После выхода на экраны фильм получил широкое признание критиков. Фрэнк Ньюджент, в рецензии для The New York Times, считал фильм «восхитительным произведением чудес, которое заставляло глаза молодых людей сиять и вызывало тихий весёлый блеск в мудрых глазах стариков. Со времён диснеевской „Белоснежки и семи гномов“ ничего столь фантастического не удавалось и в половину так хорошо». По словам Ньюджента, «Дороти в исполнении Джуди Гарленд — мисс со свежим лицом и горящими от удивления глазами верящей в сказки, но фантазия Баума проявляет себя наилучшим образом, когда Страшила, Железный дровосек и Трусливый Лев появляются на экране».
Джон К. Флинн в обзоре для Variety предсказал, что фильм «вероятно, побьёт несколько кассовых рекордов», отметив: «Некоторые сцены настолько красивы по дизайну и композиции, что могут взволновать зрителей своим воплощением». Он назвал Гарленд «привлекательной фигурой», а музыкальные номера — «весёлыми и яркими».
Некоторые отзывы были менее позитивными. Некоторые зрители посчитали, что 16-летняя Гарланд была слишком взрослой для роли маленькой девочки, какой Баум представлял свою Дороти. Рассел Малони из The New Yorker пишет, что в фильме «нет и следа воображения, хорошего вкуса или изобретательности», а Отис Фергюсон из The New Republic написал: «В нём есть гномы, музыка, Technicolor, чудаковатые персонажи и Джуди Гарланд. От него нельзя ожидать и чувства юмора — а что касается лёгкого налета фантазии, то он весит как фунт промокшего фруктового пирога». Тем не менее, фильм занял седьмое место в общенациональном опросе 542 критиков Film Daily, назвавших лучшие фильмы 1939 года.

## Награды и номинации
| Награды и номинации | Награды и номинации  | Награды и номинации                        | Награды и номинации                                                  | Награды и номинации |
| Награда             | Дата церемонии       | Категория                                  | Номинант                                                             | Результат           |
| ------------------- | -------------------- | ------------------------------------------ | -------------------------------------------------------------------- | ------------------- |
| Оскар               | 29 февраля 1940 года | Лучшая оригинальная музыка к фильму        | Герберт Стотхарт                                                     | Победа              |
| Оскар               | 29 февраля 1940 года | Лучшая песня к фильму                      | «Over the Rainbow», музыка Гарольда Арлена, слова Эдгара Й. Харбурга | Победа              |
| Оскар               | 29 февраля 1940 года | Лучший фильм                               | Мервин ЛеРой                                                         | Номинация           |
| Оскар               | 29 февраля 1940 года | Лучшая работа художника-постановщика       | Седрик Гиббонс, Уильям А. Хорнинг                                    | Номинация           |
| Оскар               | 29 февраля 1940 года | Лучшие спецэффекты                         | А. Арнольд Гиллеспи, Дуглас Ширер                                    | Номинация           |
| Оскар               | 29 февраля 1940 года | Лучшая операторская работа (цветной фильм) | Гарольд Россон                                                       | Номинация           |

С 1 по 20 сентября 1939 года фильм, номинированный «Гран-при», в числе ещё шести картин должен был принять участие в основной конкурсной программе дебютного Каннском кинофестивале, не состоявшегося в связи с началом Второй мировой войны. Однако в начале 2000-х годов было принято решение вновь собрать картины, которые были заявлены на форум, и, наконец, выбрать победителя. Спустя 63 года на 55-м Каннском кинофестивале 2002 года, после трёхдневной демонстрации, 19 мая был провозглашён победитель — после длительных дискуссий единогласным решением жюри во главе с Жаном д’Ормессоном «Золотая пальмовая ветвь» была присуждена картине Сесила Демилля «Юнион Пасифик».
В 2006 году переиздание фильма на DVD было удостоено премии «Сатурн» за лучший релиз классического фильма.
Американский институт кино (AFI) составил различные списки, включающие фильм или его элементы:
- 100 лучших американских фильмов за 100 лет — № 6
- 100 самых остросюжетных американских фильмов за 100 лет — № 43
- 100 героев и злодеев:
  - Злая ведьма Запада (Маргарет Хэмилтон)
- 100 лучших песен из американских фильмов за 100 лет:
  - «(Somewhere) Over the Rainbow» — № 1
  - «Ding-Dong! The Witch is Dead» — № 82
- 100 известных цитат из американских фильмов за 100 лет:
  - «Тото, у меня такое ощущение, что мы больше не в Канзасе» (Дороти Гейл) — № 4
  - «Нет ничего лучше, чем быть дома» (Дороти Гейл) — № 23
  - «Я тебе покажу, моя милая! И твоей собачонке тоже!» (Злая ведьма Запада) — № 99
- Лучшие американские фильмы-мюзиклы за 100 лет — № 3
- 100 самых вдохновляющих американских фильмов за 100 лет — № 26
- 10 лучших американских фильмов в 10 классических жанрах — № 10